# Górnowo
Górnowo (niem. Gornow) – wieś w Polsce położona w województwie zachodniopomorskim, w powiecie gryfińskim, w gminie Banie, ok. 7 km na południe od Bań, przy grodze łączącej Piaseczno ze Swobnicą.
W 2003 r. wieś miała 151 mieszkańców.
W latach 1975–1998 miejscowość administracyjnie należała do województwa szczecińskiego.
Wieś wzmiankowana po raz pierwszy w 1202 roku. W roku 1303 wymieniono sołtysa Henryka z Gornowa jako jednego ze świadków czynności templariuszy w sprawie Lubanowa. Kościół Najświętszego Serca Pana Jezusa pochodzi z XIV wieku. Przylega do niego cmentarz ze starodrzewem rosnącym przy jego wschodniej granicy. Na nekropolii nagrobki z okresu powojennego, całość otoczona kamiennym murem. Część zabudowy wsi posiada wartości zabytkowe. W pobliżu‭ (‬około‭ ‬1,0‭ ‬km‭) jez.‭ ‬Górne,‭ ‬nad którym na wzgórzu znajduje się grodzisko z IX-X‭ ‬w.